# Rybník (Banská Bystrica)
Rybník (in ungherese Újvásár) è un comune della Slovacchia facente parte del distretto di Revúca, nella regione di Banská Bystrica.